# Johannes Rach

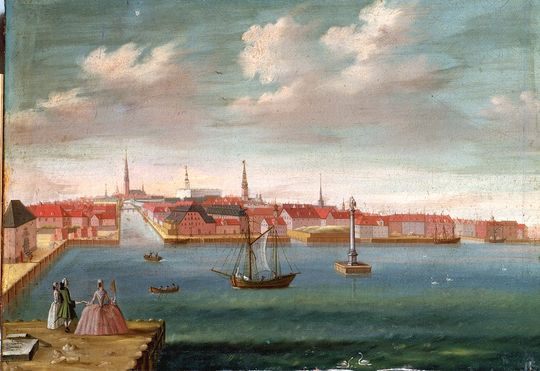
Puerto de Copenhague con la antigua estatua Leda y el Cisne, c. 1759.

Johannes Rach (Copenhague, 1720/1721 - Batavia, 4 de agosto de 1783) fue un pintor, dibujante y militar danés, cuyas obras constituyen una fuente de conocimiento histórico arquitectónico y cultural. Comenzó su carrera artística componiendo vistas topográficas para la corte real de Copenhague y, más tarde, se trasladaría a San Petersburgo, las Provincias Unidas, la Colonia del Cabo y las Indias Orientales Neerlandesas, donde se establecería en Batavia (actual Yakarta), desarrollando una carrera militare en el Ejército Real de las Indias Neerlandesas. Al mismo tiempo continuaría su trabajo artístico, con considerable éxito comercial. Creó un gran taller con empleados locales que trabajaban en su estilo y producían dibujos de la ciudad y la campiña de los alrededores para la élite local.

## Biografía

### Primeros años y carrera
Johannes Rach nació en 1720/1721 en Copenhague en la familia de Christoffer Rach, posadero y destilador de alcohol, y Anne Kirstine (Christine) Christensdotter. Tras aprender con el pintor de la corte danesa Peter Wichmann entre 1736 y 1742, Rach trabajó para la corte danesa unos pocos años, pintando cuadros topográficos en estrecha colaboración con Johan Georg Hertzog. Algunas de sus obras estaban basadas en grabados en cobre contemporáneos de las obras sobre arquitectura de Lauritz de Thurah, Den Danske Vitruvius (1746-48) y Hafnia Hodierna (1748), que proveían un catálogo detallado y profusamente ilustrado de prominentes edificios de Copenhague y la campiña circundante. Rach firmó algunas de sus obras danesas, pero la mayoría están firmadas conjuntamente con Hans Heinrich Eegberg, con quien también crearía obras influenciadas por los trabajos del obispo Erik Pontoppidan. El carácter y la extensión de su colaboración es desconocido.

### San Petersburgo, Haarlem y más allá

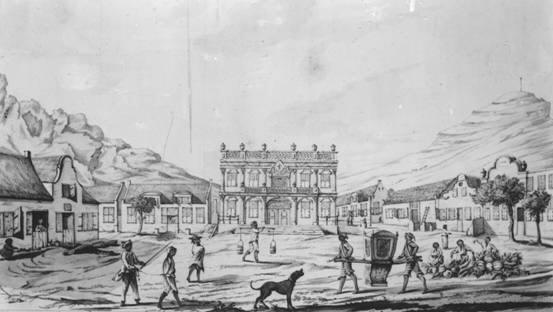
Oud Burgerwacht-huis in Kaapstad, 1764.

En 1745 Rach viajó a Rusia, donde trabajaría entre 1747 y 1750] como pintor y dibujante en la corte de la emperatriz Isabel en San Petersburgo. Además de cuadros topográficos y perspectivas también dibujó imágenes de la vida cotidiana. En 1750, o poco después, Rach se trasladó a las Provincias Unidas, donde se asentó como pintor en Haarlem. En abril de 1756 se casó con Maria Wilhelmina Valenzijn y al año siguiente nació su hija, Christina Maria.
Probablemente debido a su falta de suceso comopintor, Rach emprendió la carrera militar en 1762, partiendo hacia Asia para servir como cañonero a bordo de uno de los buques de la Compañía Neerlandesa de las Indias Orientales, dejando atrás a su mujer y a su hija en Ámsterdam. El primer tramo de su viaje le llevó, a través de Madeira y Santa Helena, a la Colonia del Cabo. A lo largo del viaje, realizaría algunos dibujos.

### Indias Orientales Neerlandesas

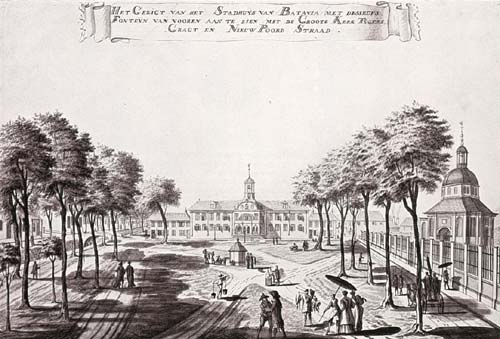
Stadthuis, Ayuntamiento de Batavia en 1770.

En 1764 continuó hacia Batavia, donde sería promovido en la jerarquía militar: faenrik en 1766, capitán de artillería en 1778, alcanzando el grado de mayor en 1779. Al mismo tiempo, realizó ciertos progresos como artista con sus vistas topográficas. Entre sus clientes estuvieron los miembros de la élite local, que le pedían dibujos de sus casas de campo fuera de la ciudad. Otros clientes le pedían escenas de calle y vistas de la campiña local.
Rach fue un hombre considerable habilidad comercial y usó su posición en la sociedad para vender grandes cantidades de sus dibujos. Para satisfacer la demanda, Rach reclutó ayudantes, en general desconocidos, que trabajaban con su estilo y son probablemente los autores de la mayoría de dibujos de Java firmados por él. Además de Batavia y sus alrededores, sus dibujos mostraban Buitenzorg, las ciudades de la costa septentrional de Java, algunas ciudades de Sri Lanka y otros asentamientos de la Compañía Neerlandesa de las Indias Orientales en Asia.
Rach vivía en una casa en Roea Malakka (parte actualmente del distrito de Yakarta Occidental, en Indonesia). Allí mantenía una gran finca adecuada para un hombre de su prominencia, incluyendo gran número de esclavos domésticos. Allí moriría en 1783, dejando una considerable herencia a su mujer y su hija en Ámsterdam. Rach fue enterrado en el cementerio de la Iglesia Holandesa de la Plaza Fatahillah. Aunque era reformado, requirió a su amigo dibujante y ministro luterano Jan Brandes en su lecho de muerte.
A juzgar por las muchas copias de las mismas vistas, tenía organizado algún tipo de producción estandarizada. Las vistas estandarizadas podían ser adaptadas con decoraciones o colores, de acuerdo a los deseos del cliente. En sus obras se halla algo de sentido del humor, pues aparecen escenas humorísticas o caricaturescas como un soldado orinando o un marinero vomitando.
Poco es conocido de la vida personal de Rach o de su personalidad. No fue el único dibujante que trabajó en Asia en ese periodo. Otros artistas, a menudo al servicio de la Compañía, son conocidos por haber descrito el mundo exótico que los recién llegados occidentales encontraron al llegar a Asia. Otros dibujantes como Robert Jacob Gordon, Frederik Reimer o el antes mencionado Brandes, fueron o pudieron ser conocidos de Rach.

## Obras
De la cooperación de Hans Heinrich Eegberg y Johannes Rach
- 177 pinturas en perspectiva por orden real (1747-1750, Nationalmuseet, algunas en el Museo de Copenhague)
- 33 pinturas de la vida de los sami, sobre esbozos de Knud Leem (Nationalmuseet, Colección Etnográfica)

De Rach solo:
- Pinturas de las Provincias Unidas de los Países Bajos, Madeira, Santa Helena, de la Colonia del Cabo en África del Sur, de Japón y las Indias Orientales (museo en Róterdam y antiguas colonias neerlandesas.

## Legado
Las obras de Rach en Copenhague son artísticamente primitivas pero son de gran valor histórico arquitectónico y cultural al proporcionar información sobre los edificios y la vida cotidiana de sus días. Suplementan a los grabados de Thurah al documentar los colores. En algunos casos, estos han sido confirmados en los edificios reales, lo que ha le ha dado validez como fuente histórica.
Su trabajo de Indonesia es artísticamente y técnicamente más avanzados. Es una importante fuente de conocimiento en la Indonesia colonial a mediados del siglo XVIII.

## Proyecto Johannes Rach
La Biblioteca Nacional de Indonesia de Yakarta y el Rijksmuseum de Ámsterdam han estado en contacto desde 1995 acerca de su común herencia de las obras de Rach. La Biblioteca Nacional posee 202 obras, la más grande e importante colección. El Rijksmuseum cuenta con 40 obras. Las dos partes estudiaron la posibilidad de reunirlas temporalmente y la Erasmus Huis de Yakarta se preparó para apoyar las iniciativas unidas de las dos instituciones. Se esperaba que una exhibición así, junto con una publicación, atraería considerable atención no sólo en Indonesia y en los Países Bajos, sino también en Japón, Singapur, Sudáfrica y Gran Bretaña.
Durante las conversaciones llevadas a cabo en 1997, las partes involucradas reconocieron como primera prioridad la conservación de la colección indonesia. Se estableció un plan para la restauración dentro de un proyecto de conservación indonesio-holandés. Este proyecto también estuvo dirigido al intercambio mutuo de conocimiento y experiencia. En 1999 el proyecto Rach se pudo lanzar cuando HGIS, una organización creada por el Ministerio de Asuntos Exteriores de los Países Bajos, proveyó fondos para implementar los planes. El 12 de noviembre de 1999, la Biblioteca Nacional de Indonesia y el Rijksmuseum firmaron un Memorando de Entendimiento Mutuo  (M.O.U.).
A principios de 2000, la Colección Rach fue restaurada. Al año siguiente la colección fue registrada y fotografiada. En 2002, parte de la colección asiática viajó a Europa para ser exhibida en el Rijksmuseum de Ámsterdam.
El Proyecto Johannes Rach concluyó con un seminario en la Biblioteca Nacional y la apertura de una exhibición adyacente así como la publicación de un catálogo.

## Galería

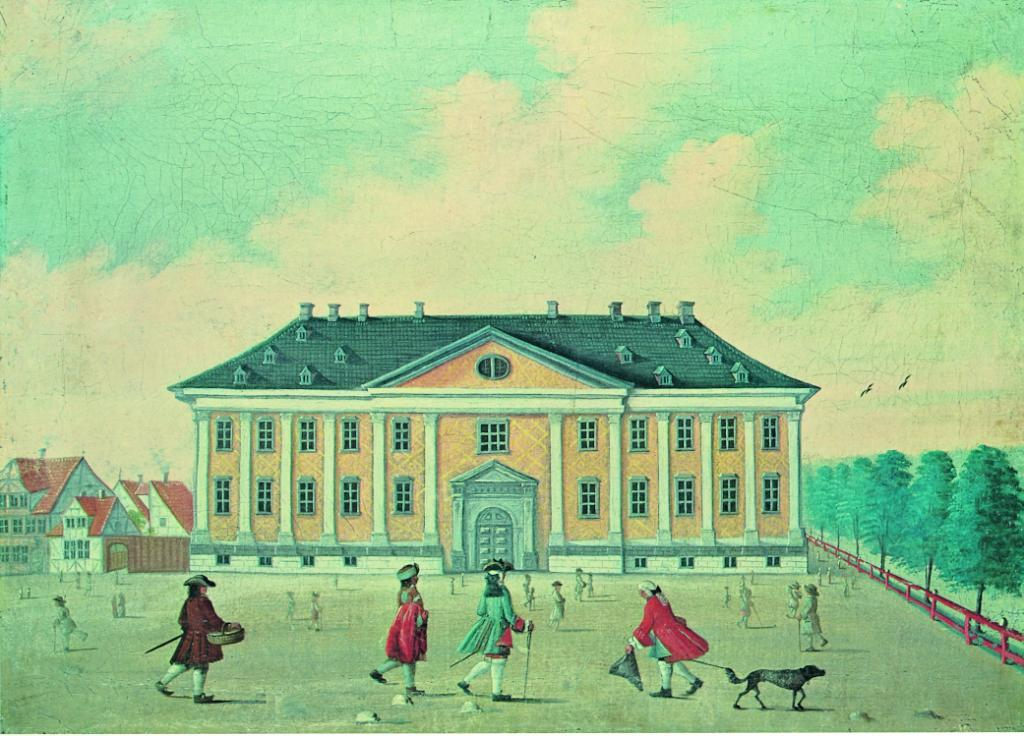
Teatro de la Ópera de Copenhague construido en 1702 (con Hans Heinrich Eegberg).
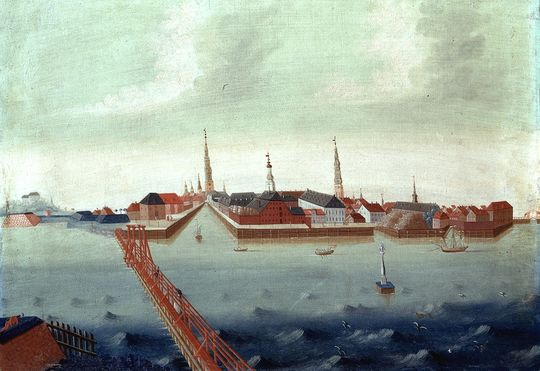
Puerto de Copenhague, con la Cervecería de Cristián IV en el centro y el Langebro en 1748 (con Eegberg.
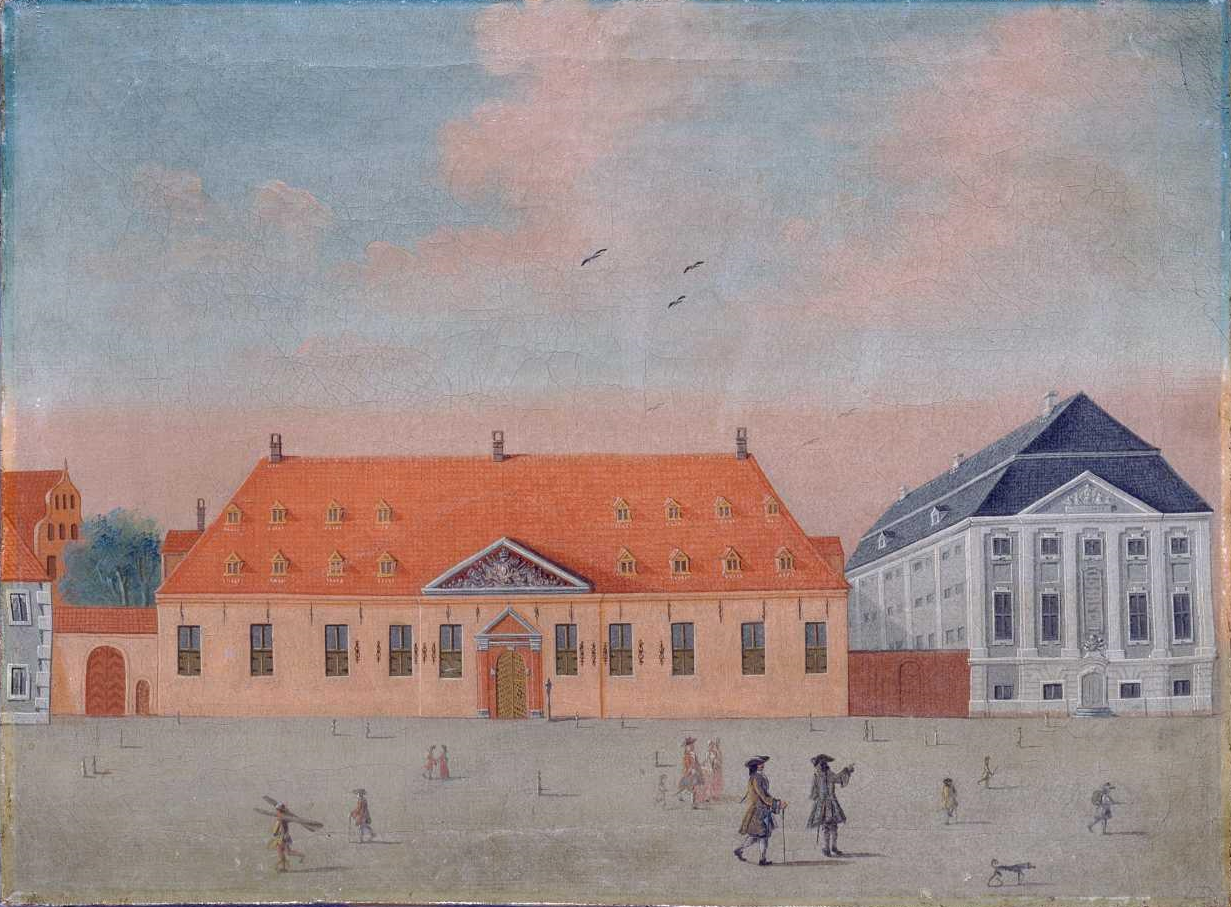
Fundición Real de Cañones y primer Teatro Real, en Kongens Nytorv, 1749 (con Eegberg)]].
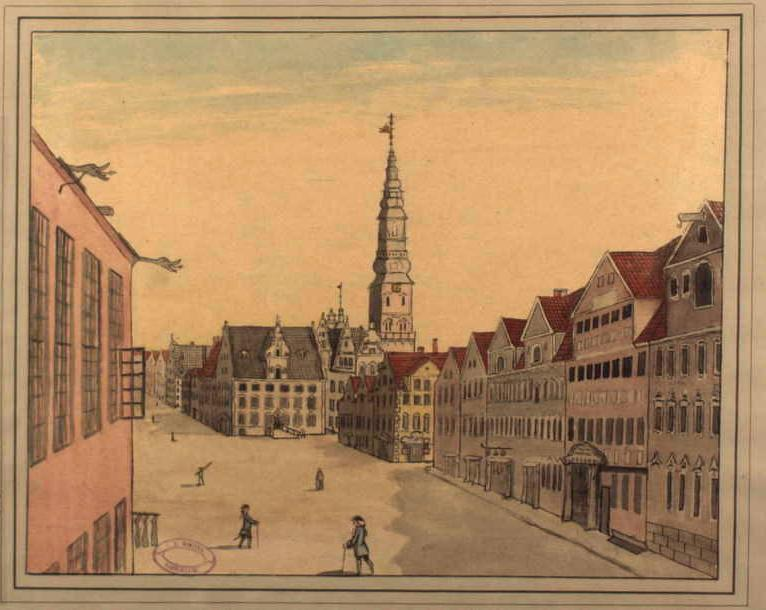
Amagertorv, 1750 (con Eegberg).
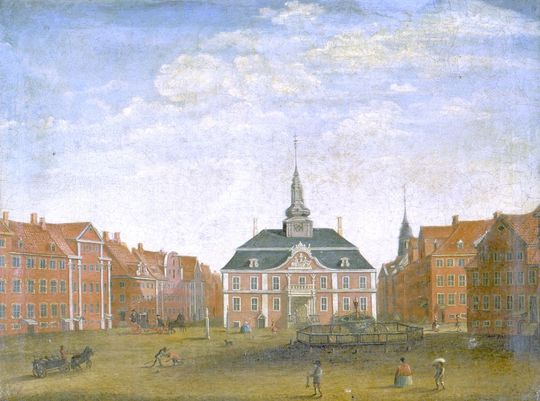
Gammeltorv y el Pozo de Caridad, 1750 (con Eegberg).
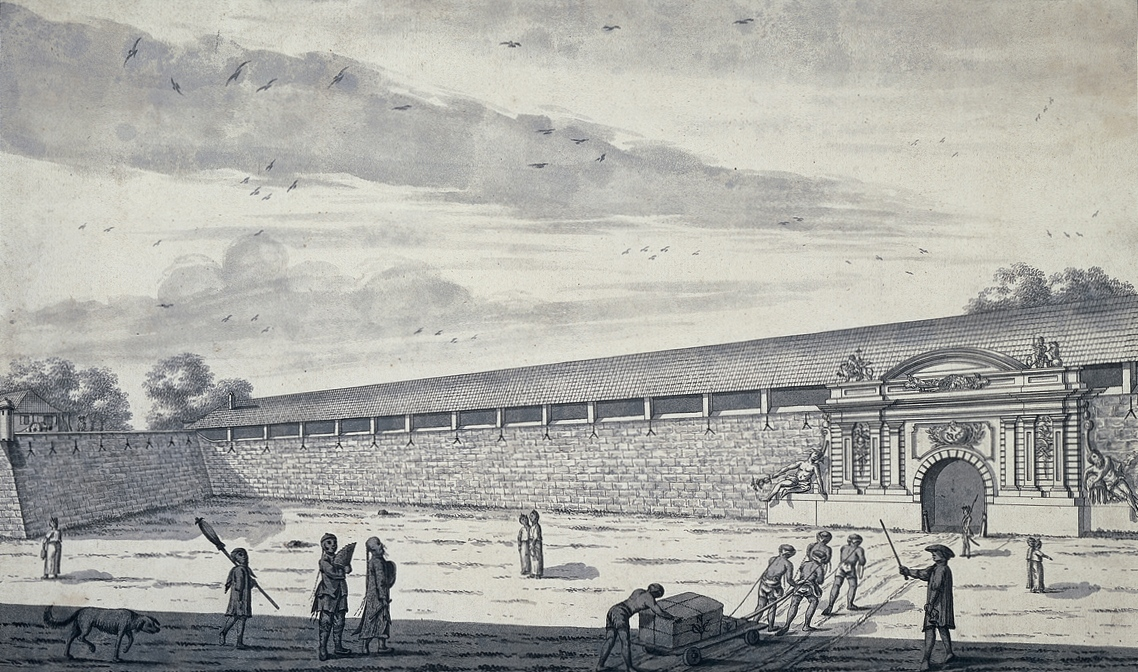
Castillo de Batavia, 1767.
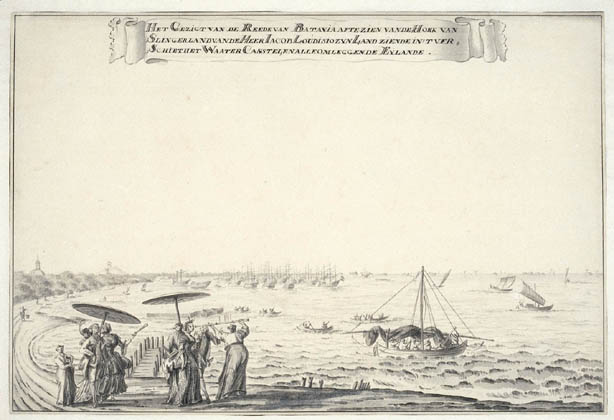
Bahía de Yakarta.